# Wład Diabeł
Wład II Diabeł (rum. Vlad Dracul; ur. ok. 1390, zm. 1447) – hospodar wołoski w latach 1436–1447, z przerwą w 1442–1443, z dynastii Basarabów.

## Życiorys
Był nieślubnym synem hospodara wołoskiego Mirczy Starego. Czterech spośród jego synów w przyszłości zostało hospodarami wołoskimi: ślubni Mircza II, Wład Palownik i Radu III Piękny oraz nieślubny Wład IV Mnich.
Wład spędził młodość na dworze króla węgierskiego Zygmunta Luksemburskiego. W początkach 1431 roku został wprowadzony do Związku Smoczego, co miało zapewnić jego wierność Zygmuntowi, a co przyniosło mu przydomek Draco czyli „Smok”, przekształcone przez lud wołoski w Dracul – „Diabeł”.
W 1431 Zygmunt Luksemburski przeznaczył go na tron wołoski jako następcę Dana II. Władzę zdołał jednak przejąć Aleksander Aldea, który wcześniej wspierał starania Włada o tron, w związku z czym Wład schronił się w znajdującym się pod węgierską kontrolą Siedmiogrodzie – w prowincji Fogarasz (otrzymał wówczas stanowisko wojewody siedmiogrodzkiego). Uległość Aldei wobec Turków i łupienie kraju przez tych ostatnich spowodowało skupianie się wokół Włada opozycji bojarskiej; w efekcie w 1436 mógł on z pomocą węgierską obalić Aldeę i objąć tron wołoski, pokonując także oddziały tureckie pustoszące wówczas Wołoszczyznę.
Rok później, w 1437 Wład musiał jednak uznać wyższość turecką i złożyć hołd sułtanowi, a w 1438 roku udzielił mu pomocy w najeździe na Węgry. Mimo to został przez Turków oskarżony o sprzyjanie Węgrom, wezwany w 1442 do Stambułu i uwięziony. Na krótko tron objął jego najstarszy syn Mircza II, a następnie – zgodnie z wyborem bojarów, skłaniających się wówczas ku Węgrom – syn Dana II Basarab II, protegowany nowego wojewody siedmiogrodzkiego Jana Hunyadego. Porażki Turków w starciach z Wołochami i z wojskami Hunyadego spowodowały, że Wład został zwolniony z niewoli i udało mu się odzyskać tron (1443).
Wład zrezygnował wówczas z orientacji protureckiej i starał się utrzymać, do pewnego stopnia neutralną, pozycję pomiędzy Węgrami i Turcją. Wspierał co prawda węgierskie wyprawy przeciwko Turcji w 1444 i 1445, ale w pierwszej z nich nie wziął jednak osobistego udziału (pozostawiając do dyspozycji Węgrów tylko oddział pod dowództwem swego syna Mirczy, który wziął udział w bitwie pod Warną), być może z uwagi na młodszych synów będących zakładnikami w tureckim ręku, natomiast udziałem w drugiej zyskał sobie popularność i uznanie w Europie. Brał udział w negocjacjach pokojowych w 1444. Jego rezerwa wobec Węgier spowodowała, że Hunyady wsparł przeciwko niemu Władysława II Dana i wywołał powstanie na Wołoszczyźnie – w efekcie czego, zdradzony przez swych bojarów Wład wraz z synem Mirczą zostali zamordowani w Balteni w 1447.

## Literatura
- J. Demel: Historia Rumunii. Wrocław – Warszawa – Kraków: Zakład Narodowy im. Ossolińskich – Wydawnictwo, 1970, s. 122, 125.
- J. Rajman: Encyklopedia średniowiecza. Kraków: Wydawnictwo Zielona Sowa, 2006, s. 1033-1034. ISBN 83-7435-263-9.